# رقابت خواهر و برادر
رقابت خواهر و برادر (به انگلیسی: Sibling Rivalry) فیلمی محصول سال ۱۹۹۰ و به کارگردانی کارل راینر است. در این فیلم بازیگرانی همچون کرستی الی، بیل پولمن، کری فیشر، جیمی گرتز، اسکات باکولا، سم الیوت، اد اونیل، فرنسیس استرنهیگن، جان رندولف، پال بندیکت و بیل میسی ایفای نقش کرده‌اند.